# Boergesenia
Genre
Boergesenia est un genre d'algues vertes de la famille des Siphonocladaceae.
L'espèce-type (l'holotype) est Boergesenia forbesii.

## Liste d'espèces
Selon AlgaeBase (30 avril 2013) et World Register of Marine Species (30 avril 2013) :
- Boergesenia forbesii (Harvey) Feldmann (espèce type)
- Boergesenia magna Kraft
- Boergesenia parvula D.L.Ballantine, H.Ohba & C.Lozada-Troche